# Rin'ca
Rin'ca（りんか）は、日本の女性シンガーソングライター。鹿児島県出身、Peak A Soul+に所属。主に美少女ゲームの主題歌を歌っている。

## ディスコグラフィ

### アルバム
- 1st『Riririn’』  (型番:JDCM-0025)
  - 2020年2月22日発売（Peak A Soul+インターネット通販限定）| #   | タイトル                 | 作詞           | 作曲                    | 編曲                    |
| --- | ------------------------ | -------------- | ----------------------- | ----------------------- |
| 1.  | 「Only」                 | Rin'ca         | Rin'ca                  | 黒須克彦                |
| 2.  | 「君に届けるstory」      | rian           | rian                    | 山下航生(doubleeleven)  |
| 3.  | 「Hello future world」   | lotta          | chokix                  | chokix                  |
| 4.  | 「5センチ」              | Duca           | ANZIE                   | ANZIE                   |
| 5.  | 「永遠の光へと」         | rino           | Rin'ca                  | chokix                  |
| 6.  | 「Pleasure garden」      | yozuca*        | chokix                  | chokix                  |
| 7.  | 「僕はキミでできている」 | yozuca*        | Nekusam                 | Nekusam                 |
| 8.  | 「未来予報」             | Duca           | chokix                  | chokix                  |
| 9.  | 「I,to you」             | えびかれー伯爵 | 池木紗々                | 池木紗々                |
| 10. | 「奇跡のいたずら」       | rino           | 浅原康浩                | chokix                  |
| 11. | 「Future one sparkle」   | 西又葵         | 矢鴇つかさ(Arte Refact) | 矢鴇つかさ(Arte Refact) |
| 12. | 「奇跡メロディ」         | yozuca*        | Nekusam                 | Nekusam                 |
- 2nd『Piece of Rin'ca!』
  - 2024年1月19日発売予定[2]

#### コンピレーションアルバム
- ゲーム同梱特典等を除いた、CD単独発売されたもののみを記載

| 発売日         | アルバム                                                                      | 型番       | 収録曲                                      | 補足  |
| -------------- | ----------------------------------------------------------------------------- | ---------- | ------------------------------------------- | ----- |
| 2016年10月26日 | PCゲーム『D.S. -Dal Segno-』ボーカルミニアルバム                              | LACA-15593 | Pleasure garden 君と見た物語                | [ 3 ] |
| 2016年10月26日 | PCゲーム『D.C.III With You ～ダ・カーポIII～ ウィズユー』ボーカルミニアルバム | LACA-15589 | 僕たちの明日 君色のラブソング               | [ 4 ] |
| 2019年5月31日  | Symphony Sounds Generation 2017                                               | SSCD-002   | ワールドスタート                            | [ 5 ] |
| 2020年5月29日  | ASa Project Vocal Collection My lovers story                                  | LPTN-0050  | 君に届けるStory                             |       |
| 2021年5月15日  | Symphony Sounds Generation 2019                                               | SSCD-008   | 君に届けるStory デュアリティ                |       |
| 2021年6月25日  | ゆびさきコネクション Original Soundtrack                                      | LPTN-0056  | ゆびさきの約束                              |       |
| 2022年6月24日  | フタマタ恋愛 Original Soundtrack                                              | LPTN-0067  | ずっとずっと                                |       |
| 2023年2月24日  | 「アイカギ」オリジナルサウンドトラックコレクション                            | AZAREC-026 | アイノカギ                                  |       |
| 2023年4月28日  | あざらしそふと コンプリートアルバム2                                          | AZAREC-028 | 二人スケッチ 君といるコト fringe アイノカギ |       |

## ゲーム主題歌

### 2016年
- D.S. -Dal Segno-（CIRCUS）
  - 『Pleasure garden』（作詞：yozuca*、作曲：chokix、編曲：chokix）
  - 『君と見た物語』（作詞：rino、作曲：Nekusam、編曲：Nekusam）
  - 『アイノヒカリ』（作詞：rino、作曲：rino、編曲：ANZIE）
- D.C.III With You ～ダ・カーポIII ウィズユー～（CIRCUS）
  - 『僕たちの明日』（作詞：yozuca*、作曲：Nekusam、編曲：Nekusam）
  - 『君色のラブソング』（作詞：rino、作曲：@Jin、編曲：@Jin）

### 2017年
- D.S. i.F. -Dal Segno- in Future（CIRCUS）
  - 『奇跡メロディ』（作詞：yozuca*、作曲：Nekusam、編曲：Nekusam）
  - 『奇跡のいたずら』（作詞：rino、作曲：浅原康浩、編曲：chokix）
  - 『永遠の光へと』（作詞：rino、作曲：Rin'ca、編曲：chokix）
- ピュアソングガーデン!（PULLTOP）
  - 『ワールドスタート』（作詞：Minao Ohse、作曲：おおくまけんいち、編曲：おおくまけんいち）
- D.C.III Dream Days ～ダ・カーポIII～ ドリームデイズ（CIRCUS）
  - 『僕はキミでできている』（作詞：yozuca*、作曲：Nekusam、編曲：Nekusam）
- ゆらめく心に満ちた世界で、君の夢と欲望は叶うか（CUBE）
  - 『未来予報』（作詞：Duca、作曲：chokix、編曲：chokix）
- ぼくらの放課後戦争！（クリアレーヴ/株式会社ダイダロス）
  - 『Hello future world』（作詞：lotta、作曲：chokix、編曲：chokix）

### 2018年
- てんぷれっ!!（CIRCUS）
  - 『お約束→ハッピーエンド！』（作詞：lotta、作曲：鈴木ぷよ、編曲：鈴木ぷよ）
- 君と目覚める幾つかの方法（Navel）
  - 『Future one Sparkle』（作詞：西又葵、作曲：矢鴇つかさ（Arte Refact）、編曲：矢鴇つかさ（Arte Refact））

### 2019年
- アイベヤ（あざらしそふと）
  - 『5センチ』（作詞：Duca、作曲：ANZIE、編曲：ANZIE）[6]
- アイカノ ～雪空のトライアングル～（プレカノ）
  - 『l,to you』（作詞：えびかれー伯爵、作曲：池木紗々、編曲：池木紗々）[7]
- D.C.4 ～ダ・カーポ4～（CIRCUS）
  - 『D.C.4 ～新しい世界～』（作詞：tororo、作曲：tororo、編曲：chokix）[8]
  - 『恋するMODE』（作詞：yozuca*、作曲：Nekusam、編曲：Nekusam）[9]
  - 『始まりのキセキ』（作詞：rino、作曲：ANZIE、編曲：ANZIE）
- 恋愛、借りちゃいました（ASa Project）
  - 『君に届けるstory』（作詞：rian、作曲：rian、編曲：山下航生（doubleeleven））

- レイルロアの略奪者（3rdEye）
  - 『デュアリティ』（作詞：mamomo、作曲：mamomo、編曲：mamomo）[10]

### 2020年
- 恋愛×ロワイアル（ASa Project）
  - 『はじまり』（作詞：rian、作曲：rian、編曲：山下航生（doubleeleven））
- アイベヤ2（あざらしそふと）
  - 『fringe』（作詞：Duca、作曲：ANZIE、編曲：ANZIE）[11]

### 2021年
- D.C.4 Fortunate Departures ～ダ・カーポ4～ フォーチュネイトデパーチャーズ（CIRCUS）
  - 『Darling-go-round』（作詞：yozuca*、作曲：chokix、編曲：chokix）[12]
- 海と雪のシアンブルー（CUBE）
  - 『青い春は君と。』（作詞：Rin'ca、作曲：Rin'ca、編曲：鈴木ぷよ）[13]
- アイカギ3（あざらしそふと）
  - 『アイノカギ』（作詞：yozuca*、作曲：Nekusam、編曲：Nekusam）
- ゆびさきコネクション（HOOKSOFT）
  - 『ゆびさきの約束』（作詞：永原さくら、作曲：A-DASH、編曲：A-DASH）

### 2022年
- フタマタ恋愛（ASa Project）
  - 『ずっとずっと』（作詞：rian、作曲：rian、編曲：山下航生（doubleeleven））
- アマエミ -longing for you-（あざらしそふと）
  - 『二人スケッチ』（作詞：yozuca*、作曲：Nekusam、編曲：Nekusam）[14]
  - 『君といるコト』（作詞：yozuca*、作曲：ANZIE、編曲：ANZIE）[15]

### 2023年
- D.C.5 ～ダ・カーポ5～（CIRCUS）
  - 『キミが微笑むから』（作詞：rino、作曲：yozuca*、編曲：鈴木ぷよ）
- ナマイキユメちゃんはおにぃとメチャクチャHしたい! ～ギャルと教師のドキドキ同棲生活～（とこはな）
  - 『I LOVE♡優勝』（作詞：yozuca*、作曲：鈴木ぷよ、編曲：鈴木ぷよ）[16]

## ライブ・イベント

### 単独ライブ
| 公演日        | 公演名                              | 会場                    | 補足   |
| ------------- | ----------------------------------- | ----------------------- | ------ |
| 2018年9月24日 | Rin’ca LiveAlive Stories Vol.01     | 恵比寿 天窓switch       | [ 17 ] |
| 2021年5月8日  | Rin'ca LIVE 2020 Riririn'ca!        | 新横浜 NEW SIDE BEACH!! | [ 17 ] |
| 2023年8月27日 | Rin’ca Live2023 〜Piece of Rin'ca〜 | 新横浜 strage           | [ 18 ] |

### イベント
| 公演日         | 公演名                                   | 会場                    | 補足          |
| -------------- | ---------------------------------------- | ----------------------- | ------------- |
| 2016年10月4日  | Peak A Soul+FCオープン記念イベントライブ | 渋谷 duo MUSIC EXCHANGE | [ 17 ]        |
| 2016年10月29日 | EGG-Extra Games Garden 2016-             | 品川ステラボール        | [ 17 ]        |
| 2017年9月30日  | はぴめろ＠えびす tr12                    | 恵比寿CreAto            | [ 19 ] [ 20 ] |
| 2018年6月9日   | Duca LiveALive Regression                | なかのZERO 大ホール     | [ 21 ]        |
| 2019年5月25日  | あざらしライブ2019                       | 山野ホール              | [ 22 ]        |
| 2019年9月22日  | TOKYO ERG SUMMIT VOL.36                  | 渋谷LOUNE NEO           | [ 23 ]        |
| 2020年2月11日  | D.C.～ダ・カーポ～ Super Live Ⅱ          | 豊洲PIT                 | [ 24 ]        |
| 2020年10月31日 | E-SPADA vol.7                            | 名古屋RAD HALL          | [ 25 ] [ 26 ] |
| 2021年5月15日  | あの浴び会 #12 ~3rd anniversary~         | 渋谷W Cafe(WOMB Lounge) | [ 27 ] [ 28 ] |
| 2022年11月19日 | NEXTON LIVE 2022                         | 池袋harevutai           | [ 29 ]        |
| 2023年8月12日  | 神ソン サマーフェスティバル 2023         | 柏PALOOZA               | [ 30 ]        |
| 2023年9月9日   | Duca日和出張版 vol.1                     | 新横浜 NEW SIDE BEACH!! | [ 31 ] [ 32 ] |